# エンガー

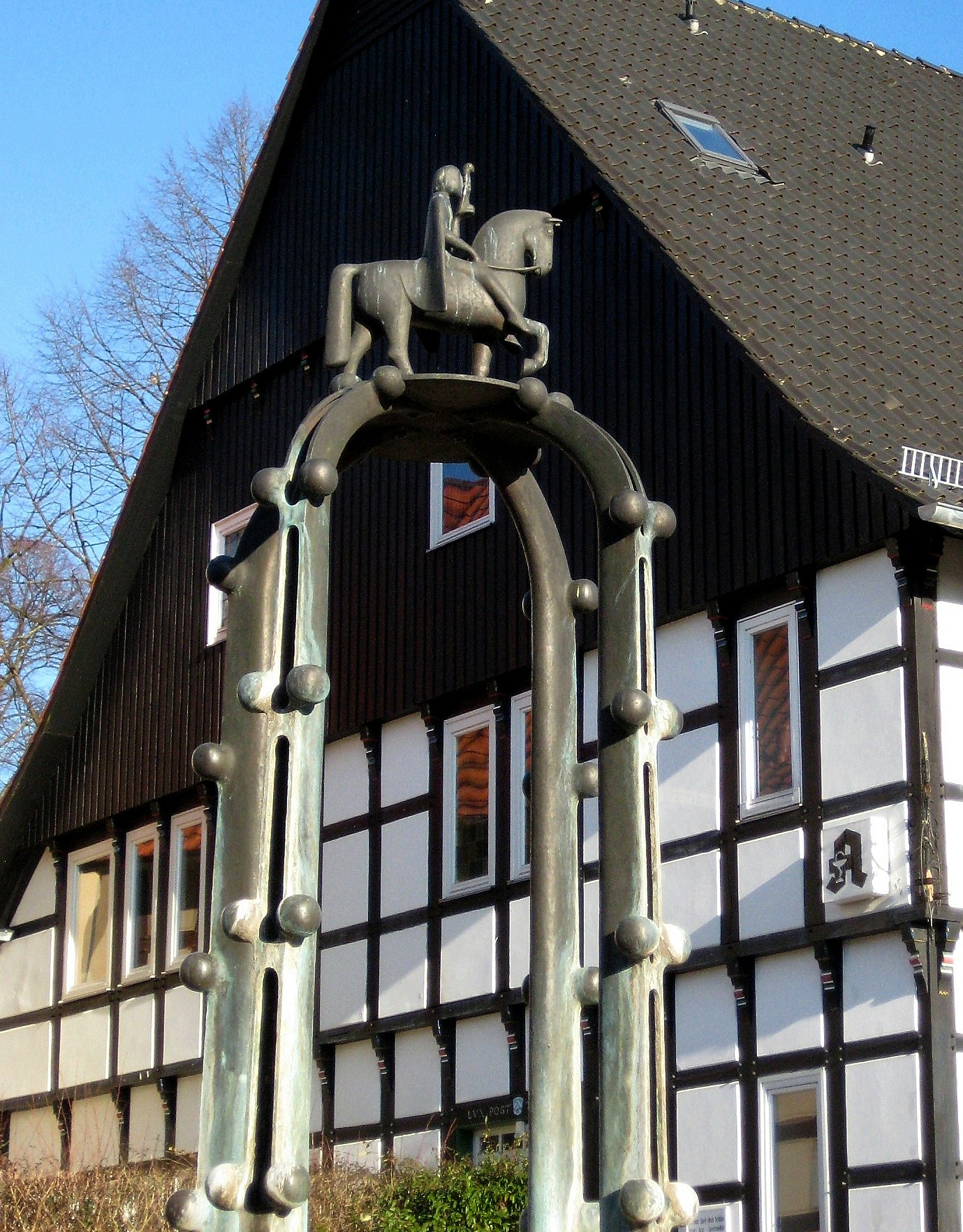
バールマイアー広場の旧薬局前のヴィドゥキントの泉

エンガー (ドイツ語: Enger, ドイツ語発音: [ˈɛŋɐ] ( 音声ファイル)) は、ドイツ連邦共和国ノルトライン＝ヴェストファーレン州北東部にあたるオストヴェストファーレン＝リッペ地方（デトモルト行政管区に相当する）に位置するヘルフォルト郡南西部の市である。人口約 2 万人強のエンガーは、中規模都市に位置づけられる。エンガー市は、公式に「ヴィドゥキントシュタット」の愛称を名乗っている。これはザクセン公ヴィドゥキントが葬られていることに由来する。エンガーは 948年に初めて記録され、1719年に都市権を授けられた。

## 地理

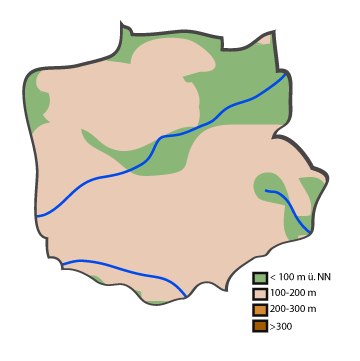
エンガーの高度分布

### 位置
エンガーは、ドイツ、ノルトライン＝ヴェストファーレン州北東部のトイトブルクの森とヴィーエン山地との間にあたるラーフェンスベルガー丘陵地、あるいはラーフェンスベルク地方に位置している。ヴェスターエンガー地方（リングストホーフ、ヘスカンプ近郊）に海抜 137 m のエンガー市の最高地点がある。しかしこれは目立った山ではなく、南西に向かって登って行く地形の中の一部である。エンガーの最低地点は北部に位置するジーレ地区のジーラー・ベーケ（川）沿いの海抜約 65 m の地点である。ジーラー・ベーケはこの地点でヴェルフェナー・バッハ川に合流する。エンガーの参事会教会は海抜 98.7 m にある。
ブラントバッハ川（エンガーではボルダムバッハ川とも呼ばれる）は、ペディングハウゼン近郊で湧出する。この川は、いずれもエンガー市内で湧出する支流のブルーフグラーベン川、バリンガー・バッハ川、ミューレンバッハ川とともに、市域の大部分を北西のヒデンハウゼン方面へ流れ、ジュートレンゲルン近郊でヴェレ川支流のエルゼ川に合流する。エルゼ川はエンガー市内を流れていない。ヴェルフェナー・バッハ川とその支流のジーラー・ベーケ川は市域北部を北のエルゼ川に向かって流れる。市域南東部を流れるアスベーケ川とその支流のアイクマー・ミューレンバッハ川はヘルフォルト方面へ流れ、ヨハニスバッハ川およびヴェストフェーリシェ・アー川を経由して最終的にはヴェレ川に流れ込む。ボルダムバッハ川は多雨の際には堤防からあふれ、エンガー・ブルーフ自然保護区に流入する。
最寄りの大都市は、約 15 km 南に位置するビーレフェルトおよび約 45 km 西のオスナブリュックである。ハノーファーはエンガーから北西約 100 km に位置する。

### 地質学
この地域は自然地域区分では、ラーフェンスベルガー盆地に含まれる。この盆地は海抜 50 m から 140 m の間で緩やかに波打つ丘陵地である。「ジーケ」と呼ばれる数多くの小さな谷がしばしば突然に深く切れ込んでいる。地質学上は、黄土の表土に覆われたライアス統の地盤上に位置し、更新世の分割によって丘陵地が形成された。黄土の下にはところどころで氷成粘土が見られる。この他の氷河時代の痕跡としては、漂石が多く見つかることが挙げられる。市域の北部は、ヴェルフェナー・ブルーフ付近でエルゼ川の谷に達する。そこには黄土はほとんどなく、小石の河岸段丘で構成されている。北部の、隣接するシュペンゲにまで及ぶヒュッカー湿地付近に泥炭の名残を見ることができる。
エンガーは、地熱ゾンデあるいは地熱ポンプを介した地熱井による地熱源の利用に中程度に適している。生産効率は南西から北東に向かう対角線に沿って高くなる。

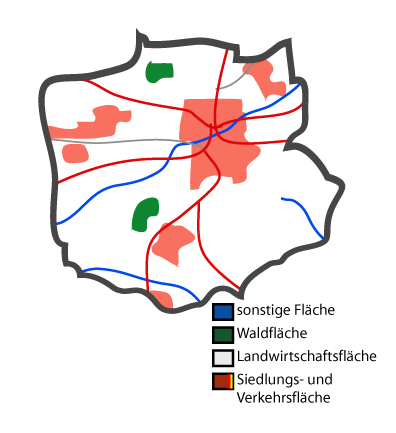
エンガーの土地利用図。オレンジ色は住宅・交通用地、白は農業用地、緑は森林である。

### 市域の広がりと土地利用
エンガーは、総面積 41.21 km2、南北軸と東西軸の最大長はともに約 7 km である。この地域は比較的住宅地が多く、それ以外は主に農地として利用されている。そのため、市内には森林が極めて少ない、2012年12月31日現在土地利用の詳細を以下の表に示す。
| 土地利用科目別面積 | 住宅・交通用地 | 農業用地 | 森林  | その他 |
| ------------------ | -------------- | -------- | ----- | ------ |
| 面積 (ha)          | 1,079          | 2,757    | 234   | 54     |
| 占有率             | 26.1 %         | 66.9 %   | 5.7 % | 1.2 %  |

### 隣接する市町村
エンガー市は、西はシュペンゲ、北はビュンデ、東はヒデンハウゼンおよびヘルフォルト（以上いずれもヘルフォルト郡）、南は郡独立市のビーレフェルトと境を接している。

### 市の構成
エンガー市は、以下の市区から構成される。これらの市区は1968年の郡創設以前には、アムト・エンガーに属す独立した町村であった。新しい市は、アムト・エンガーと本質的に変わりない。一番大きな違いは、ヘリングハウゼン東部がヘルフォルト市に編入されたことである。各市区の人口及び面積を以下の表に示す。数値はいずれも2012年12月31日現在の値である。
| 市区                     | 市区            | 人口（人） | 面積 (ha) | エンガー市区図 |
| ------------------------ | --------------- | ---------- | --------- | -------------- |
| ベルケ＝シュタインベック | Belke-Steinbeck | 2.,386     | 373       | エンガー市区図 |
| ベーゼンカンプ           | Besenkamp       | 1,775      | 399       | エンガー市区図 |
| ドライエン               | Dreyen          | 1,267      | 406       | エンガー市区図 |
| エンガー                 | Enger           | 7,675      | 496       | エンガー市区図 |
| ヘリングハウゼン         | Herringhausen   | 412        | 458       | エンガー市区図 |
| オルディングハウゼン     | Oldinghausen    | 734        | 508       | エンガー市区図 |
| ペディングハウゼン       | Pödinghausen    | 2,127      | 329       | エンガー市区図 |
| ジーレ                   | Siele           | 131        | 302       | エンガー市区図 |
| ヴェスターエンガー       | Westerenger     | 3,710      | 850       | エンガー市区図 |

### 気候
エンガーは、オストヴェストファーレン地方全域がそうであるように、中央ヨーロッパの海洋性気候から大陸性気候への移行部に位置している。隣接するヘルフォルト市の長期平均気候データを以下の表に示す。エンガーのデータはこれとほとんど変わりないと考えられる。
| ヘルフォルト（1971年- 2000年の平均値）の気候 | ヘルフォルト（1971年- 2000年の平均値）の気候 | ヘルフォルト（1971年- 2000年の平均値）の気候 | ヘルフォルト（1971年- 2000年の平均値）の気候 | ヘルフォルト（1971年- 2000年の平均値）の気候 | ヘルフォルト（1971年- 2000年の平均値）の気候 | ヘルフォルト（1971年- 2000年の平均値）の気候 | ヘルフォルト（1971年- 2000年の平均値）の気候 | ヘルフォルト（1971年- 2000年の平均値）の気候 | ヘルフォルト（1971年- 2000年の平均値）の気候 | ヘルフォルト（1971年- 2000年の平均値）の気候 | ヘルフォルト（1971年- 2000年の平均値）の気候 | ヘルフォルト（1971年- 2000年の平均値）の気候 | ヘルフォルト（1971年- 2000年の平均値）の気候 |
| 月                                           | 1月                                          | 2月                                          | 3月                                          | 4月                                          | 5月                                          | 6月                                          | 7月                                          | 8月                                          | 9月                                          | 10月                                         | 11月                                         | 12月                                         | 年                                           |
| -------------------------------------------- | -------------------------------------------- | -------------------------------------------- | -------------------------------------------- | -------------------------------------------- | -------------------------------------------- | -------------------------------------------- | -------------------------------------------- | -------------------------------------------- | -------------------------------------------- | -------------------------------------------- | -------------------------------------------- | -------------------------------------------- | -------------------------------------------- |
| 日平均気温 °C （°F）                         | 1.9 (35.4)                                   | 2.4 (36.3)                                   | 5.4 (41.7)                                   | 8.8 (47.8)                                   | 13.4 (56.1)                                  | 15.9 (60.6)                                  | 18.0 (64.4)                                  | 17.7 (63.9)                                  | 14.0 (57.2)                                  | 9.9 (49.8)                                   | 5.5 (41.9)                                   | 3.2 (37.8)                                   | 9.7 (49.5)                                   |
| 降水量 mm （inch）                           | 77.0 (3.031)                                 | 53.0 (2.087)                                 | 68.0 (2.677)                                 | 53.0 (2.087)                                 | 67.0 (2.638)                                 | 81.0 (3.189)                                 | 68.0 (2.677)                                 | 70.0 (2.756)                                 | 75.0 (2.953)                                 | 64.0 (2.52)                                  | 67.0 (2.638)                                 | 84.0 (3.307)                                 | 827.0 (32.559)                               |
| 平均月間日照時間                             | 50.0                                         | 76.0                                         | 106.0                                        | 158.0                                        | 212.0                                        | 193.0                                        | 203.0                                        | 204.0                                        | 134.0                                        | 106.0                                        | 55.0                                         | 38.0                                         | 1,533.5                                      |
| 出典：ドイツ気象庁 (DWD) Herford:            |                                              |                                              |                                              |                                              |                                              |                                              |                                              |                                              |                                              |                                              |                                              |                                              |                                              |

## 歴史

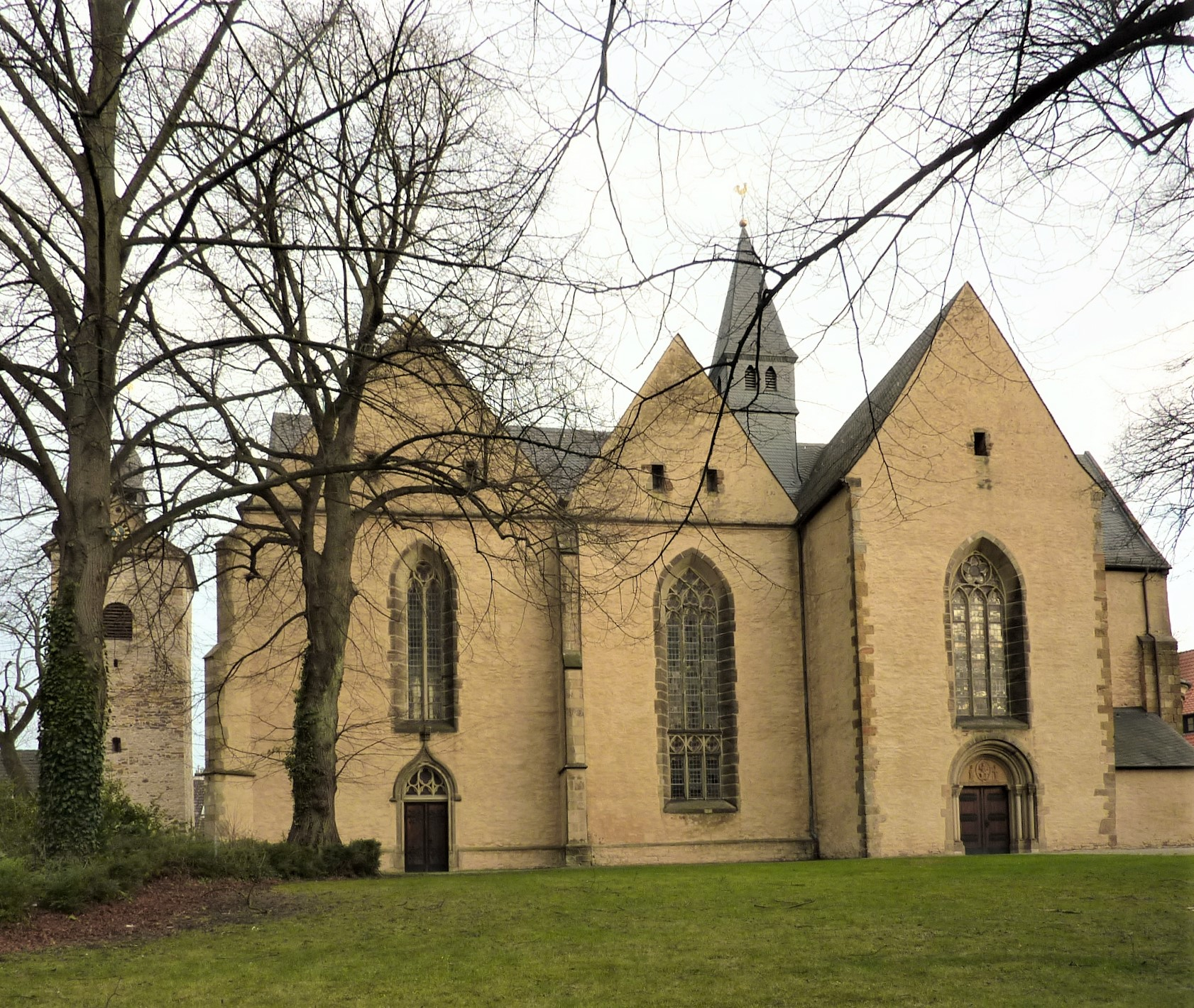
エンガーの参事会教会

### 800年から1599年
800年頃にヴィドゥキントとその血縁者が 3 人一緒に葬られた。その墓は、歴史的な参事会教会の内陣に埋葬されている。エンガーはオットー大帝の寄進状の中で948年に初めて記録されている。 13世紀にはハインリヒ獅子公に権限を委譲されたリッペ家が代官としてエンガーを拠点に統治した。1305年に戦闘によってエンガー城が破壊された。エンガーは1408年にラーフェンスベルク伯領となった。在俗参事会員による参事会教会は、1414年に「安全性の理由から」防衛施設で護られたヘルフォルトに移転した。この教会は947年以前にヴィドゥキントの末裔でハインリヒ1世の妃であるマティルデ1世によって創設された。マティルデ王妃の死後、968年にオットー1世はこの参事会教会をマクデブルク大司教に委譲した。これにより、フルダで作成され、マクデブルクで製本されたコデックス・ウィテキンデウスをエンガーの参事会が獲得した経緯が理解できる。参事会教会の移転により、この福音書はヘルフォルトに移された。このコデックスは、1647年にブランデンブルク選帝侯領となったヘルフォルトの忠誠を誓う贈り物として、17世紀に選帝侯に贈られた。これ以後、この史料はベルリン国立図書館に収蔵されている。

### 1600年から1814年
エンガーは1614年にラーフェンスベルクとともにブランデンブルク＝プロイセン領となった。1719年10月20日、プロイセン王フリードリヒ・ヴィルヘルム1世によってエンガーは（プロイシシュ・オルデンドルフおよびビュンデとともに）市に昇格した。1747年5月2日エンガーで大火が起き、多くの死者が出た。この火災では、ビュンダー通り、バーンホーフ通り、ブラント通り、レンタイ通りを中心に 53棟が消失した。七年戦争の課程で、1757年に初めてフランスがこの町を占領した。1807年には事実上フランスの一部であるヴェストファーレン王国領となり、1811年にフランス領に編入された。

### 1815年から1932年
1815年にエンガーはプロイセンに返還され、初めはビュンデ郡、後にはヘルフォルト郡に属した。1873年1月19日に福音主義の病院が開業した。その3年前から福音主義ルター派教会組織は、収容所内に傷病者を保護するために8症のベッドを借り上げていた。1898年に、この街で初めて電灯が点った。エネルギーは、蒸気力を用い、以前から存在していた水車のミュラー・リーペによって、風車を補完的に用いて生産された。2年後の1900年8月10日にヘルフォルト軽便鉄道が開業した。エンガーの市会議員らも乗客として乗り込んだその一番列車は、帰路にエッチングハウゼンの高台で脱線した。1901年にはイェレンベック、シルデッシェを経由してビーレフェルダー・クライスバーンホーフまでのビーレフェルダー・クライス鉄道（全長 16 km）がこれに続いて開業した。1903年8月7日、教会前広場で盛大な祭が開催された。祝賀ムードの中ヴィテキント記念碑が披露された。このヴィルヘルム様式の像は、現在ではその支柱の上にはない。第一次世界大戦により、アムト・エンガーでは 408 人が死亡した。その犠牲者を追悼する記念碑が墓地に設けられている。1925年から1928年の間に屋外プールが建設されスポーツ広場が整備された。

### 1933年から1945年
1934年にビュンデのガス製造工場と結ばれ、ガスの供給が始まった。3年後の1937年にゴミ回収車が家庭ゴミの回収を開始した。1939年、エンガーにヴィドゥキント記念施設がオープンした。その背景には、この街を国家社会主義的世界観のアイデンティティを確認する街に仕立て上げようとする国家社会主義者の意図が働いていた。国家社会主義の考え方によれば、ヴィドゥキントの事蹟はそれにふさわしいものであった。ヴィドゥキント崇拝の目に見える形のシンボルが教会広場のヴィドゥキント記念碑であった。第二次世界大戦中の兵器原料の不足・高騰のため、この記念碑は1942年に台座から撤去された。

### 1946年から現在
1948年にこの街の市民はエンガー建設1000年祭をパレードなどで祝った。1954年にビーレフェルト軽便鉄道が営業を停止し、1966年4月にヘルフォルト軽便鉄道もこれに続いた。1969年、ノルトライン＝ヴェストファーレン州の地域再編に伴い、エンガー市が再編された。アムト・エンガーが廃止され、ジーレ、ヴェスターエンガー、ドライエン、ペディングハウゼン、オルディングハウゼン、ヘリングハウゼン（西部）、ベルケ＝シュタインベック、ベーゼンカンプの各町村がエンガー市に合併した。1970年から1973年にかけてエンガーの歴史的な参事会教会が修復された。これと並行して大規模な考古学的発掘調査が行われた。

### エンガーとヴィドゥキントとのつながり
ヴィドゥキントがエンガーに葬られているという記述は13世紀の史料に初めて記載されている。MG D. Chr. II, S. 398 と よばれる史料で、特別出版された Widukindstadt Enger（1973年）中で引用されている。また、エンガーの参事会教会には11世紀に製作されたレリーフがある。16世紀のルネサンス様式の棺にはヴィドゥキントに関する銘が見られる。現在、人類学者が参事会教会から発掘された骨片の調査を行っている。それによれば、2人の成人は 88 % の確率で片親が異なる兄弟であり、別の若い男性は 98 % の確率でこの兄弟どちらかの息子であるとされた。一般の人々や、多くの研究者が解明したい謎は、内陣中央の墓に葬られているのはヴィドゥキントなのか？という点である。有力な学説は、ヴィドゥキントであると考えても不都合な点はない、というものである。ただし、強調すべきは、この説は状況証拠に基づくものに過ぎないという事である。教会の最も古い部分の基礎枠内にはもう一人女性が埋葬されている。この女性はヴィドゥキントの家族の一員で、女性後継者であるされている。

### 市名の由来と意味
市名 (Enger) の由来ははっきりとしない。一つの見方は、ヴィドゥキントの伝説から、市名とオストヴェストファーレン地方にあったザクセン人のエンゲルン族（Engern、アングリヴァリアー族とも呼ばれる）とを関連づける見方である。しかし、この説は言語学的見地からは、裏付けのとれない、または受け容れられない説である。ヴィルヘルム・ヴァイツは1938年に刊行された著書 Vom sächsischen Volksführer Widukind und der Kultstätte Enger の中で、「（エンガー）は947年 (!) に "Angari" として初めて文献に記録されている。他に "Angara"、"Angera"、"Angere"といった表記が見られる。"Engern"、"Engere"、"Enger" といった表記は14世紀から現れる。おそらくこの村はザクセン族の支部族であるエンゲルン族の領域に他ならなかった。"Angri" は 湿った沼沢のある牧草地を示すものである（anger = 草地および放牧地、arar = 小川）」としている。市名は、おそらく、現在のエンガー沼沢地およびボルダムバッハ川沿いの集落の場所を示すものであった。

## 住民

### 人口推移
以下の表に人口推移の概要を記す。
| 年                 | 人口（人）1 |
| ------------------ | ----------- |
| 1871年（12月31日） | 6,554       |
| 1946年（12月31日） | 16,634      |
| 1968年（12月31日） | 18,261      |
| 1969年（12月31日） | 16,007      |
| 1974年（6月30日）  | 16,094      |
| 1975年（12月31日） | 15,926      |

| 年                 | 人口（人）2 |
| ------------------ | ----------- |
| 1980年（12月31日） | 16,133      |
| 1985年（12月31日） | 16,481      |
| 1987年（12月31日） | 16,381      |
| 1990年（12月31日） | 17,194      |
| 1995年（12月31日） | 18,925      |

| 年                 | 人口（人）2 |
| ------------------ | ----------- |
| 2000年（12月31日） | 19,963      |
| 2005年（12月31日） | 19,989      |
| 2007年（12月31日） | 20,092      |
| 2012年（12月31日） | 20,285      |

1出典: エンガー市。注: 1969年までの人口は（1968年を除き）公式な人口統計に基づくものではない。おそらくは Zweitwohnsitze（他に主要な居住地を持ち、エンガーを副住所とする住民）を含んでいる。1968年までは、アムト・エンガーの町村の人口を合計した数値である。1968年の数値は合併前日の公式な人口である。1969年1月1日の市町村再編により拡大したエンガー市が成立した後は、ヘリングハウゼン＝オストが統計に含まれなくなった。

2出典: ノルトライン＝ヴェストファーレン州データ管理・統計局 。注: 州の統計専門部局による公式の推定値である。数値は、1975年からはエンガー市に居住する住民数、1987年からはエンガー市を主住所をする住民数である。1974年が年の半ばであるのは、1975年の大規模な市町村および郡の再編前の公式な住民調査の結果である。

### 宗教
エンガーの福音主義ルター派教会組織は、ヴェスターエンガー＝ドライエン教区、エンガー北教区、エンガー南教区、シュタインベック/ベーゼンカンプ教区、オルディングハウゼン/ペディングハウゼン教区からなる。中心となる教会は、エンガー市区の参事会教会（旧聖ディオニシウス教会）である。この他に、ベーゼンカンプのルカ教会、オルディングハウゼン/ペディングハウゼン教区の教会、ヴェスターエンガーの福音主義教会がある。また、エンガーにはカトリックの聖ディオニシウス教会組織がある。カトリックの教会堂もエンガー市区にある。
エンガーは、ラーフェンスベルク地方全体と同様に、福音主義ルター派が多数を占めている。しかし詳細なデータは公表されていない。宗派別人口の根拠としては、エンガーの学生の宗派調査がある。2002/2003年の学生に対する調査では、68 % がプロテスタント、11 % がカトリック、3.7 % がイスラム教の信者であった。5 %がその他の宗教を信仰しており、無信仰は約 11 % であった。

## 行政

### 議会
エンガー市の市議会は 34議席からなり、これに市長が議長として加わる。

### 首長
エンガー市には、1997年4月14日から専任の市長が存在する。市長のクラウス・リーケは SPD に所属している。彼は、1999年9月12日と26日（決選投票）の選挙で 49.09 % の票を獲得して対立候補のヴォルフガング・アースブロック (CDU) を破って当選した。2004年9月26日の選挙では、第1回投票で 64 % の票を得て市長職を堅持した。さらに、2009年8月30日の選挙でリーケは 58.91 % の票を獲得して改めて市長に選出されている。

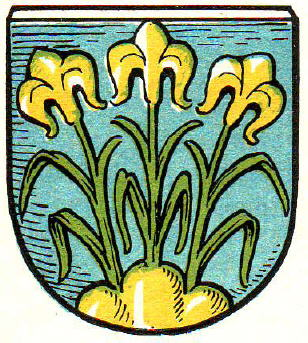
1909年頃のエンガーの紋章

### 紋章
本市は1970年に現在の紋章の使用許可を得た。金＝黄色地に、青い波上の基部から茎とともに睡蓮の葉が青く描かれている。
エンガー市の紋章はおそらく市に昇格した1719年頃から使われていた。紋章の意匠は、おそらくエンゲルン公の紋章から借用したもので、近隣のレーネの紋章と紋章学的に近似性を有している。これに対して、1909年頃に用いられていた紋章には、ユリを思わせる花が描かれていた。

### 姉妹都市
- リヒテンシュタイン（ドイツ、ザクセン州）1990年

両市は、たとえばリヒテンシュタイン市のバラ祭やエンガー市のサクランボの花祭といった祭の際には相互訪問を行っている。2009年9月16日、長らく続いている姉妹都市を記念するために、エンガーのリヒテンシュタイン広場に高さ約 2.20 m のザクセンの芸術家ロビー・シューベルト作の木造作品が設けられた。

## 文化と見所

### 演劇とキャバレー
本市には、青少年劇団と方言劇団がある。かつてのヴィドゥキントギムナジウムのテアターAGからアンサンブル「キューカンバー・カンパニー」が創設された。方言劇場は、ヴィルヘルム・ボッカーマンが率いる低地ドイツ語の演劇グループの公演を行っている。キャバレー「メイド・イン・エンガー」は「青少年文化センター・クラインバーンホーフ」で上演している。

### 博物館・美術館

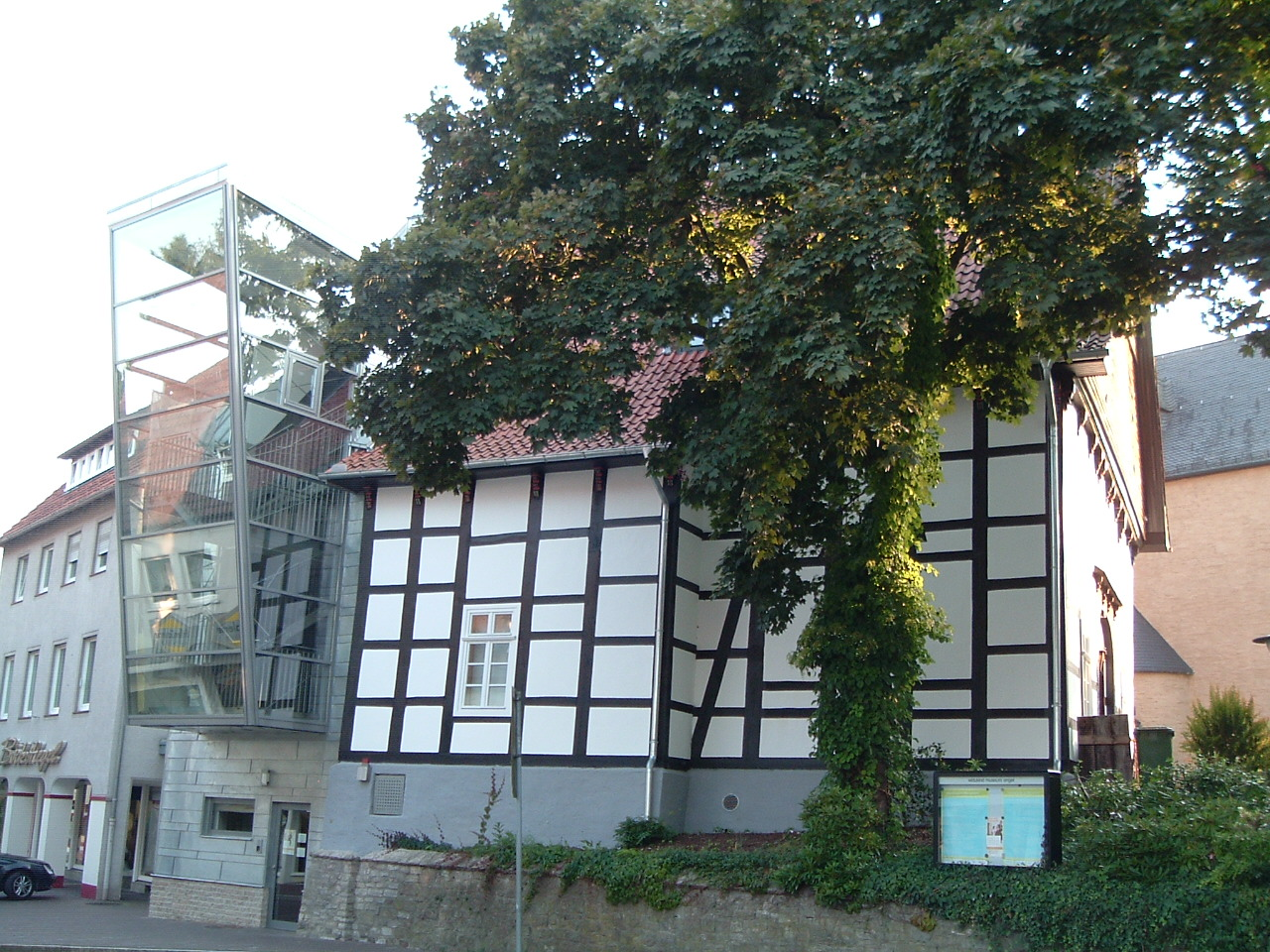
ヴィドゥキント博物館

#### ヴィドゥキント博物館
ヴィドゥキント博物館は、主にザクセン貴族ヴィドゥキントの歴史を主題としている。何年にもわたる改築の後、2006年8月20日に新たに開館した。展示は2つのフロアを使って行われている。その上階にあたる3階では入れ替え展示がなされ、会議もここで行われる。マルチメディアを活用し、ヘッドフォンに従った見学のハイライトの一つが、3体の遺骸をおさめた墓の複製である。

#### 革なめし博物館
革なめし博物館は、1995年に閉鎖されたザッセ革なめし工場の建物を利用している。ここでは、革なめしの工程が展示され、手工芸全般の歴史が解説されている。地域関係はザッセ革なめし工場の展示によってなされている。またこの会社の、エンガー市の産業史に対する重要性も展示している。支援協会の主張によれば、元々の生産現場にあるこの種の博物館としてはドイツ唯一のものである。

#### 軽便鉄道博物館
エンガーは、ヘルフォルト軽便鉄道およびビーレフェルト軽便鉄道の路線沿いに位置していた。2006年11月に始まった軽便鉄道博物館の建設に伴い、2007年5月に上棟式がなされた。エンガーに軽便鉄道の博物館を設ける計画は、市議会が基本的に可決した1998年に開始された。この博物館は2009年9月13日に公式に開館した。建物はディスカウントマーケットに直接増築され、ディーゼル機関車1両と客車2両の展示する大きな展示ホールを有している。敷地面積の 2/3 がこの3両のための線路によって占められている。ヴァルテザールと呼ばれる上階では、1966年に撮影されたエンガーにおける軽便鉄道最後の日のフィルムが上映されている。この博物館の建設費用は約 25万ユーロであった。このうち 5万ユーロが貯蓄銀行からの融資で、残りは市と州が負担した。博物館は日曜日の15時から17時に開館している。運営は、無休のボランティアによるサークルが行っている。

### 音楽
青少年文化センター「クラインバーンホーフ・エンガー」では不定期にヒップ・ホップ・ジャム「ビート・ザ・マス」が開催される。また、コンサートシリーズ「イェ・エンガー・デスト・ラウター」のような、その他のイベントも開催されている。
本市最大の合唱団は「ヴィドゥキント合唱団エンガー」である。この合唱団は1920年にペディングハウゼンで結成された。当時の名称は「ペディングハウゼン混声合唱団」であったが、2000年に改名された。1884年からある「男声合唱団 1884 エンガー」は、毎年エンガーで、伝統的なクリスマスコンサートを開催している。
フォーラム・エンガーは、1998年まで存在していた、広く知られたミュージッククラブであった。1980年代前半にはベルンハルト・ロイドもここでディスクジョッキーとして活動していた。その後、ロイドはフランク・メルテンス、マリアン・ゴルトとともにバンド「アルファヴィル」を結成した。「ノイエス・フォールム・エンガー」協会 e.V. が独自に建設した文化センターが2012年に開館した。これは伝説的なフォーラムの伝統を受け継ぐものである。

### 建造物

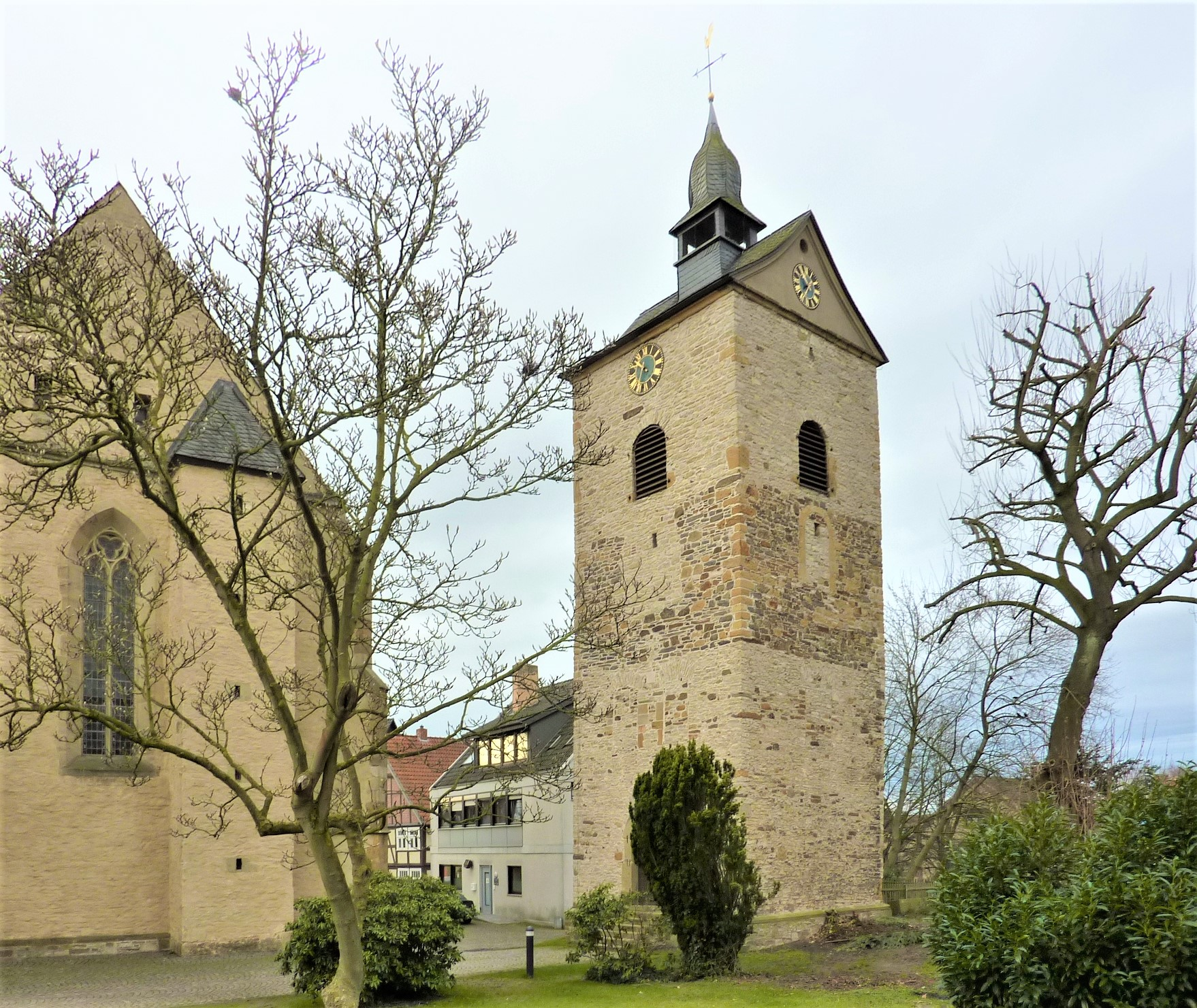
参事会教会の鐘楼

#### 参事会教会と塔
福音主義ルター派の参事会教会は、教会堂から分離した塔をもつ十字型の平面を持つホール式教会である。この教会は古いロマネスク様式の部分と14世紀に建設されたゴシック様式の長堂からなる。現在の建物の下に9世紀のホール式教会の遺構があることが、1971年の発掘調査で発見されている。教会内部には、ブラウンシュヴァイクのヒンリーク・シュタフォアーが1525年に制作した彫刻祭壇がある。この祭壇にはキリストの受難が示されており、中央に磔刑像がある。また、2人の守護聖人も配されている。この他の調度としては、1663年または1677年の彫刻が施された蓋を持つ洗礼盤や1703年製の説教壇がある。祭壇の背後には12世紀に創られたレリーフが施された石棺がある。彫られているのは王の服装をしたヴィドゥキントであるが、このザクセン公の名前は石板上に刻まれてはいない。後の内陣の壁寄りに、元々ヴィドゥキント公の遺物として崇拝されていた遺骨が保管されている。後の調査で、この骨はヴィドゥキントのものではなく、女性の四肢の断片であると結論づけられている。
教会堂から分離された鐘楼にまつわる以下のような伝説がある。『ヴィドゥキントは、できるだけ速やかに新しい教会を建設し、その傍らに自分を埋葬するよう、ザクセンの人々と約束した。エンガーの人々は塔を省略して教会だけを建設したのである。』

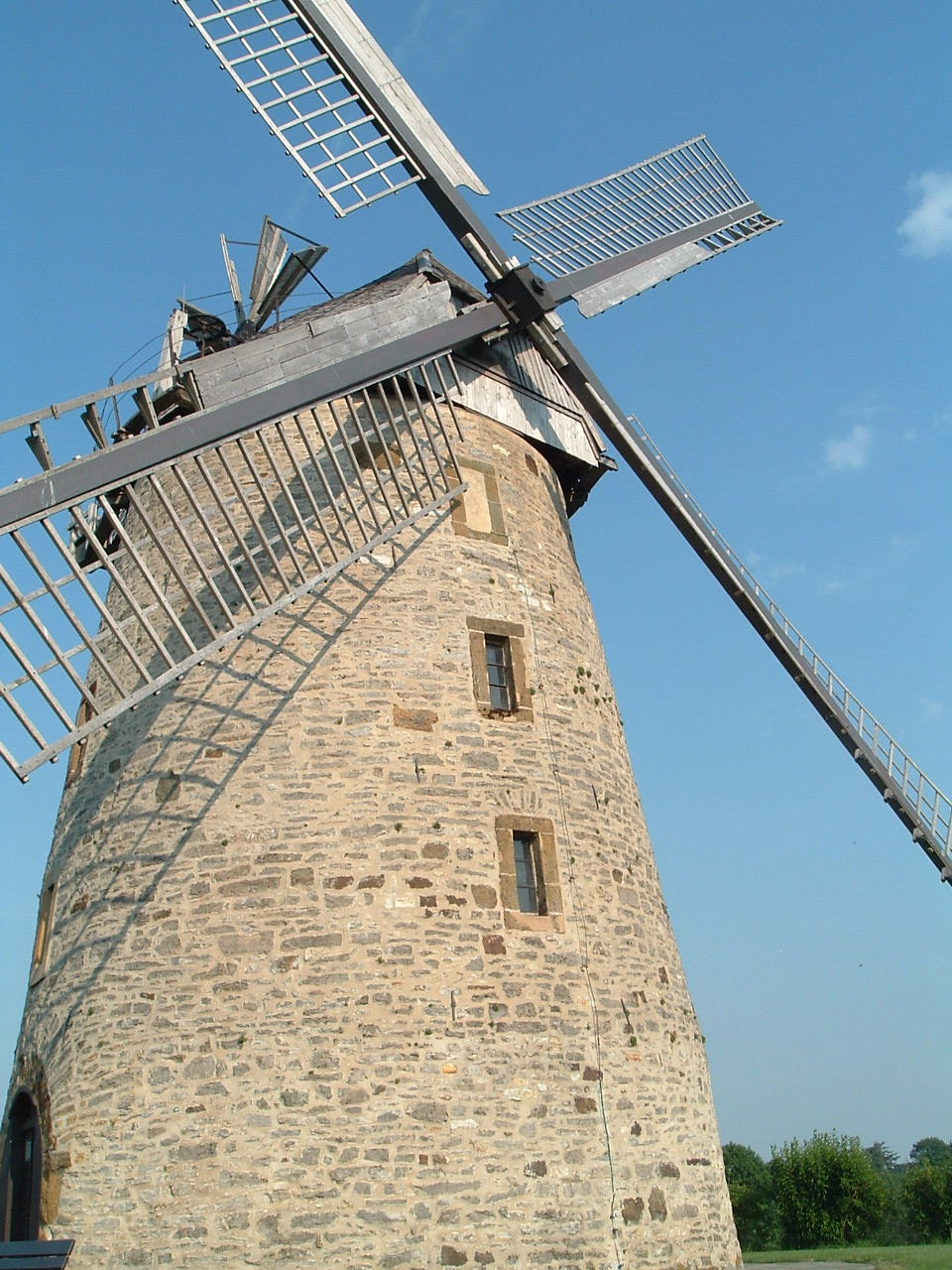
リースベルク風車

#### リースベルク風車
リースベルク風車は、風車管理区の下位にある共同風車として、1756年にフリードリヒ大帝の命令によって建設された。この風車は海抜 118 m のクライネ・アンヘーエの上にある。風車は、モーターハウスや木組み農家建築とともに保護文化財群を形成している。この風車は1960年に稼働を停止した。修復は2001年11月に始まり、2002年9月に完了した。

#### キルヒリングゲバウウング
市の中心部に木組み建築を含むかつてのキルヒリングゲバウウング（教会を取り囲む建築群）が保存されている。特に目立つのが東側の合計6棟並んだ建物である。ここには、1716年建造のローゼンバウム邸（ヴィドゥキント博物館）やキルヒプラッツ2番地の家（ゾンネン薬局）がある。後者は元々1741年に建設されたのだが、1969年から70年に老朽化のために解体された。その直後に建てられた大規模な建物には、保存された木組み構造の一部が援用され、古い建物の面影を最小限は遺している。

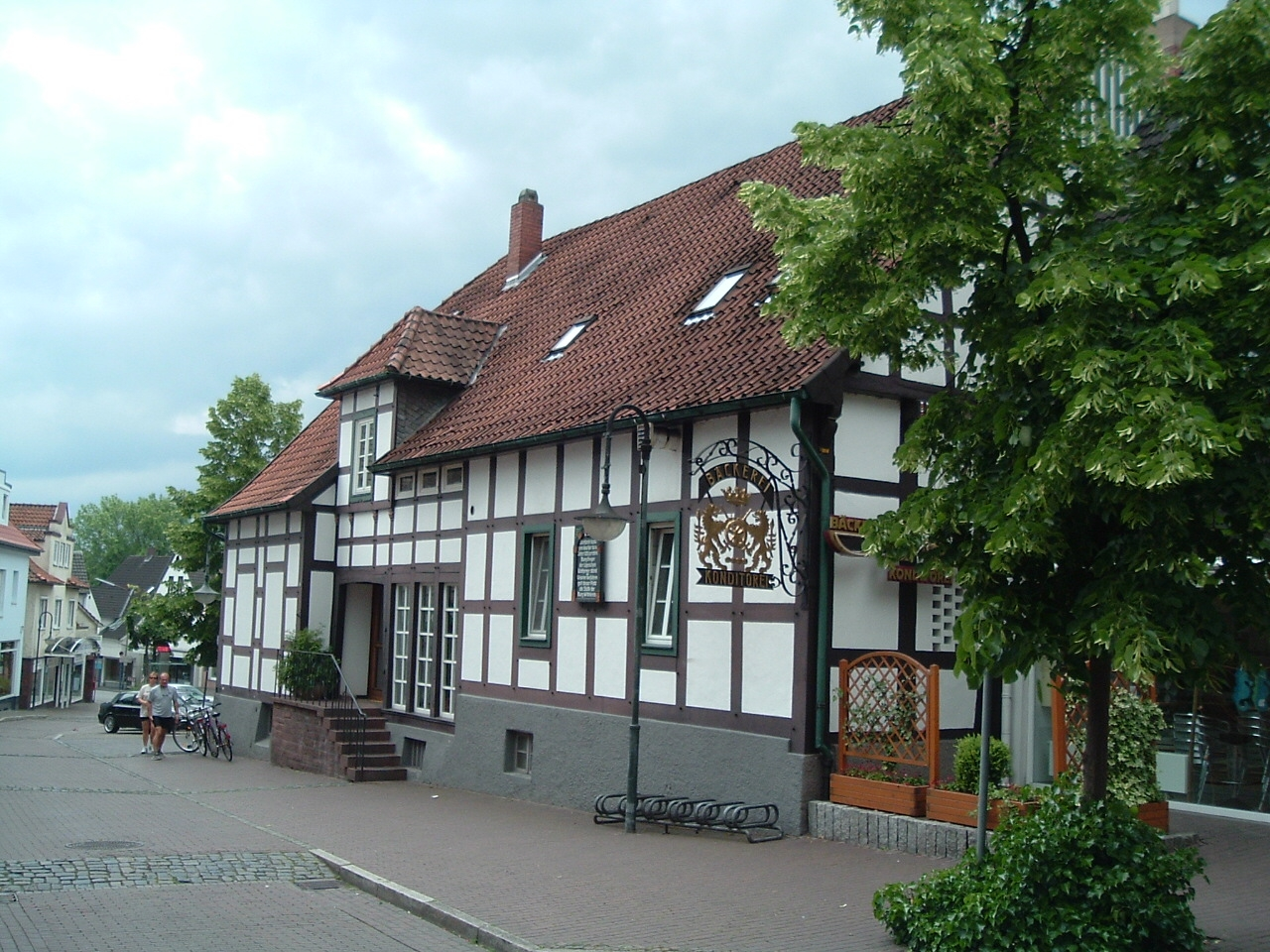
シュトラックシェス・ハウス

#### エンガー城およびシュトラックシェス・ハウス
1305年頃まで、エンガーには貴族領主リッペ家所有のエンガー城があった。この城は領地争いの末、取り壊された。城はブルク通りとマティルデン通りとの角、現在シュトラックシェス・ハウスがある場所に建っていた。1664年に建設された木組み建築のシュトラックシェス・ハウスは、市内で最も古い民家である。

#### ザッテルマイアー農場
かつてのラーフェンスベルク伯領アムト・シュパーレンベルクに属した他の集落同様、エンガーにもザッテルマイアー農場があった。その由来はヴィドゥキントの忠臣に与えられた7つの農場にまで遡る。この農場主には特別な任務があった。使者として領邦君主の命令に従うことと開戦時に鞍を着けた馬を用意することである。また、領邦君主がラーフェンスベルクに訪れた際に随行することも、ザッテルマイアー（直訳すると「鞍の管理者」の意味）に義務づけられていた。2007年にはまだ、5つの農場が遺っていた。オルディングハウゼンのマイヤー＝ヨハン、オルディングハウゼンのエプマイヤー、ヴェスターエンガーのリグストホーフとバーリングホーフ、中心市区西端のノルトホーフである。その多くに、18世紀から19世紀に建造された平土間に板張りした印象深い歴史的農家建築が遺されている。
- エンガーの旧薬局
- ノルトホーフの農家建築

### 記念碑と泉

#### エルステルンブッシュ記念碑
エルステルンブッシュ記念碑は、1813年のフランス統治時代を記念して1913年に建立された。地元ではヴィドゥキントの伝説と結びつけられている。現在はなくなっている小さな森エルステルンブッシュにヴィドゥキントは捕鳥場（監視所）を設けるつもりであった。中世おいては、捕鳥場は領主の民衆性をしめす象徴的意味があった。

#### ヴィドゥキント記念碑
教会広場のヴィドゥキント記念碑は、現在その台座だけが遺されている。この記念碑は、1903年8月7日に参事会教会前の広場に設置された。その像は、ザクセン公ヴィドゥキントを象っていたが、それに加えて、1870年から1871年の独仏戦争や1866年の普墺戦争の戦没者を記念するものであった。この記念碑は、戦争協会、国防軍・予備役軍協会、自治体、および福音主義教会の活動で建立された。像は1942年に大きな抵抗もなくエンガー市民によって台座から撤去された。その原料は兵器の生産に転用された。

#### その他の記念碑と泉
- バールマイアー広場のヴィドゥキントの泉
- ヘッケヴェルト広場のナチス犠牲者記念碑
- ヴィドゥキント博物館近くの戦没者記念碑。ヘルマン・テットマンによって制作され、1955年5月8日（終戦の10年後）に除幕された。
- 墓地にある第一次世界大戦の408人の戦没者のための記念碑
- ノルトマイアー家の霊廟。1858年建造、1910年改修。
- ツィーゲル通りのユダヤ人墓地。1892年または1896年以前に造られた。閉鎖されたのは（最後の埋葬は）1938年であった。

- エルステルンブッシュ記念碑
- 教会広場のヴィドゥキント記念碑の台座
- 現在は失われたヴィドゥキント記念碑の昔の姿
- エンガーのヴィドゥキントの泉
- ナチス犠牲者記念碑
- ヴィドゥキント博物館近くの戦没者記念碑
- 第一次世界大戦の408人の戦没者のための記念碑
- ノルトマイアー家の霊廟

### 公園と自然保護区

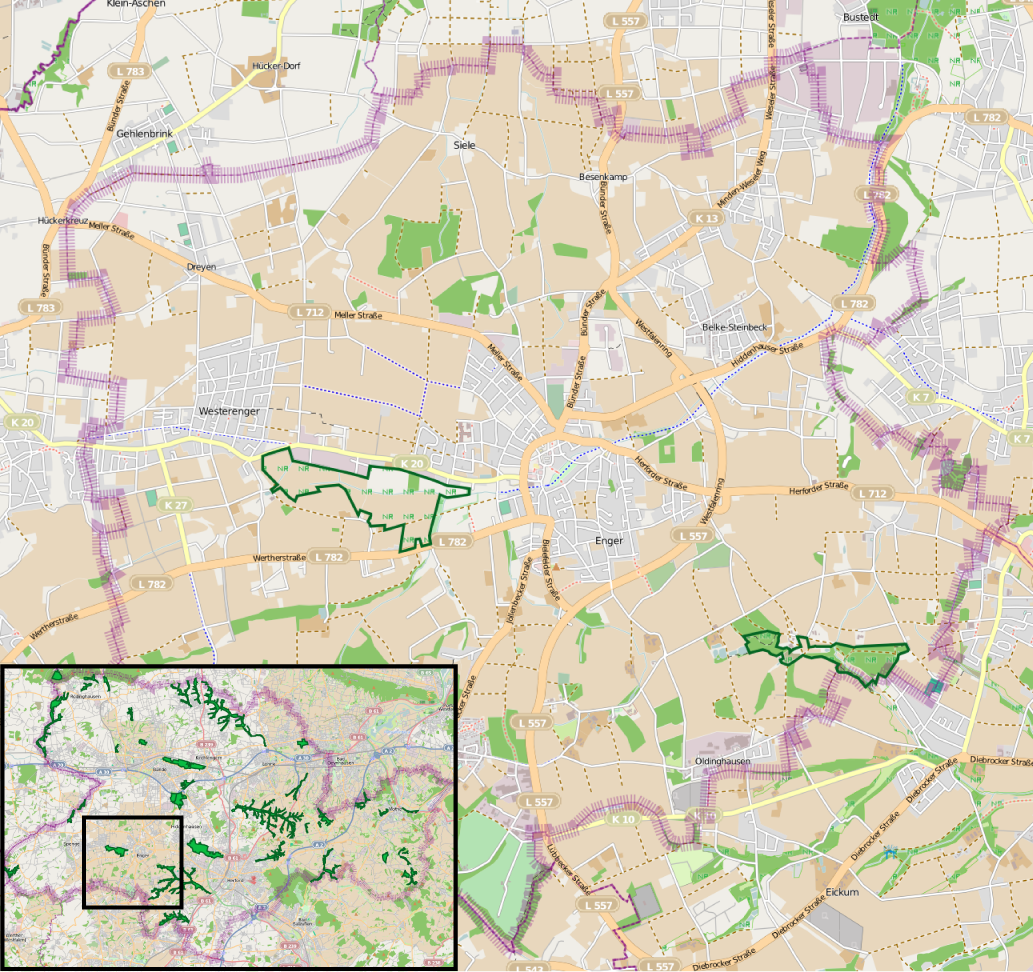
エンガーの自然保護区

エンガーには、「マイヴィーゼ」と呼ばれる中央公園施設がある。この公園はバルダムバッハの北、旧軽便鉄道軌道跡の南を境界としている。この公園へはブルク通りおよびミューレン通り経由で行くことができる。また、市の歴史的中心部からは、シュタイン通りから直接マイヴィーゼに通じる歩行者道路「アム・アンガー」が伸びている。公園の北部には遊技広場がある。
エンガー市内には2つの自然保護区がある。隣接するヘルフォルト市のアスベーケ/キンツバッハタールと自然空間上一体である広さ約 22 ha のアスベーケタールは、ラーフェンスベルク地方に典型的な低湿地であり、川沿いは豊かな動植物の生息地となっている。開けた草地の地形を特徴とするボルダムバッハ川沿いのエンガー・ブルーフは広さ 55 ha で、タゲリをはじめ様々な鳥に生息域を提供している。合計面積は約 77 ha であり、市の全面積の 1.87 % が自然保護区にあたる。

### スポーツ
エンガー市スポーツ連盟は、本市のスポーツクラブを統括する連盟である。サッカー分野は、3つのチームを有するトゥルン・ウント・シュポルトフェライニグング・ロート＝ヴァイス・ドライエンが担っている。2007年にドライエンのスポーツ施設の改修が予定されていた。
その他のクラブ
- TVコンコルディア・フォン 1864 エンガー e.V.[38]: このクラブには 1,500人を超える会員があり、バドミントン、バスケットボール、ハンドボール、柔道、陸上競技、水泳、スカッシュ、テニス、体操、バレーボール、大衆スポーツといった種目を有している。このクラブでは1995年から子供スポーツ教室を開催している。この教室は、4つのレベルに分けて、5歳から9歳までの子供の運動不足解消に努めている。事務所は、フライツァイトヴェークのクラブハウスにある。ここにはクラブが所有する6面のテニスコートもある。
- SV エンガー＝ヴェスターエンガー（サッカークラブ）[39]: 1993年4月16日に創設され、1,000人を超える会員を擁している。このクラブはTSG ヴィテキントとTuS ヴェスターエンガーとが合併して成立した。
- TuS グリュン＝ヴァイス・ペディングハウゼン e.V.[40]: このクラブは、バドミントン、子供体操、ウォーキング、女子体操、サッカー（男子チーム2、ジュニアチーム1）の種目を有している。
- TSV RW ドライエン 1913 e.V.[41]: サッカー、体操
- 卓球クラブ・エンガー（略名: TTC エンガー）[42]: 1957年9月29日創設。このクラブは数多くの男子、女子、シニアのチームを有している。
- チェス愛好会エンガー＝シュペンゲ[43]: 1947年創設
- チェスクラブ・ヴィテキント・クナッペン e.V.[44]: 2001年創設
- バレーボール SG シュヴァイヒェルン＝エンガー
- 模型飛行機クラブ「リベレ」エンガー＝ビュンデ e.V.
- 乗馬クラブ・ヴィテキント 02 エンガー
- グライダー・クラブ「ヴィテキント」

この他にドライエンやヴェスターエンガーにスポーツクラブがある。

### 年中行事
- ティンプケン祭: 毎年1月6日の参事会教会での礼拝の後、「ティンプケン」を分け与える祭りが開催される。ティンプケンとは、小麦粉を焼いてできた甘いゼンメル（皮の堅い白パン）を四等分したものである。伝説によれば、ザクセン公ヴィドゥキントが亡くなる日にティンプケンで困窮を満たせと命令したことに由来する。しかし現在では、ティンプケンは礼拝に参加した者に分け与えられる。
- サクランボの花祭: 4月の最終週末に内市街で開催される市祭である。この祭りは2008年に第30回を迎えた。主催者はエンガー文化・交通協会である。
- アドヴェンツブンメル（ブルンメンは「飲み歩き」を意味する）: 毎年第1アドヴェントの週の金曜日から日曜日。地元のグループやいくつかの業者が、参事会教会の周辺でスタンドを開く。また、文化プログラムも敢行される。主催者はエンガーの商店会である。

## 経済と社会資本

### 交通

#### 道路交通
州道 L557号線（バイパス道路）が、ビュンデ、ビーレフェルト、アウトバーン A30号線とこの街とを結んでいる。東側へは、ヘルフォルダー通り/エンガー通り (L712号線)がヘルフォルトに接続している。

#### 鉄道・バス路線
エンガー市は鉄道路線に接続していない。最寄り駅はビーレフェルト中央駅、ヘルフォルト駅、ビュンデ駅である。かつては2つの軽便鉄道（ヘルフォルト軽便鉄道とビーレフェルト軽便鉄道）が運行していたが、かなり昔に廃線となっている。
レギオタクトが以下のバス路線を運行している。
- 54系統 ビーレフェルト行き（Sバーン3号線に接続する）
- 465 / 466系統 ヘルフォルト行き
- 464 / 465 / 466系統 シュペンゲ行き
- 654系統 ビュンデ行き

エンガーは運賃連盟「デア・ゼクサー」（OWL交通GmbH）に属している。

### 地元企業
最も重要な産業分野は、家具製造業で、全国的に活動している RWK、ヴェルマン（キッチン家具）やプールマン（クッション入り家具）がある。オルディングハウゼンにはアリガトール染色の本社がある。

### メディア
エンガー市では、固有の地方版を持つ日刊紙が2紙刊行されている。ノイエ・ヴェストフェリシェは、週6回ローカル面「ターゲブラット・フュア・エンガー・ウント・シュペンゲ」を含む紙面を発行している。ヘルフォルダー・クライスブラット出版はヴェストファーレン＝ブラットと共同で、平日に「エンゲルシャー・アンツァイガー」を刊行している。さらに月に1度、広告紙「シュタットゲシュペレヒ」や「ブリックプンクト」が発行されている。

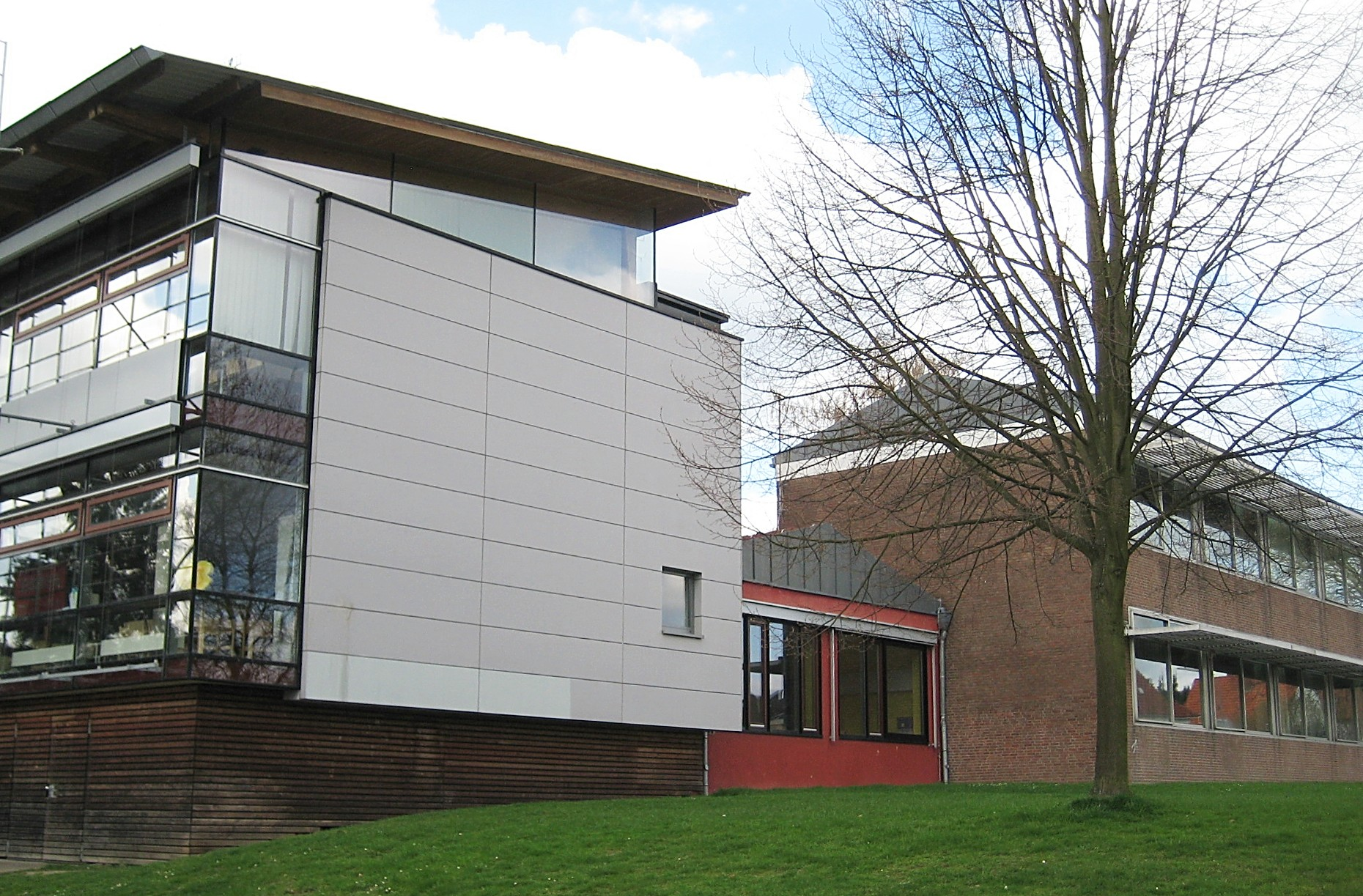
エンガー市立実科学校

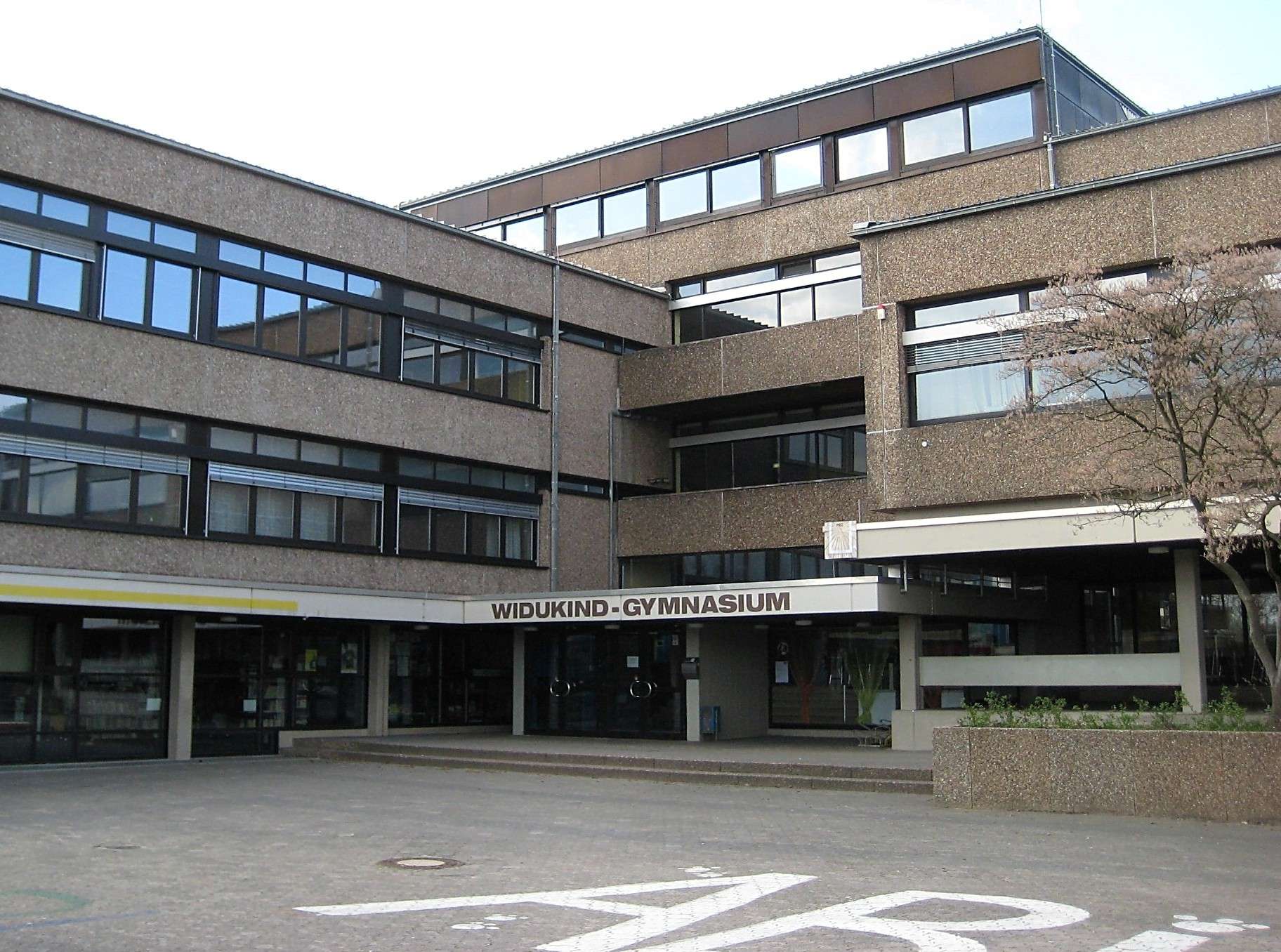
ヴィドゥキント・ギムナジウム

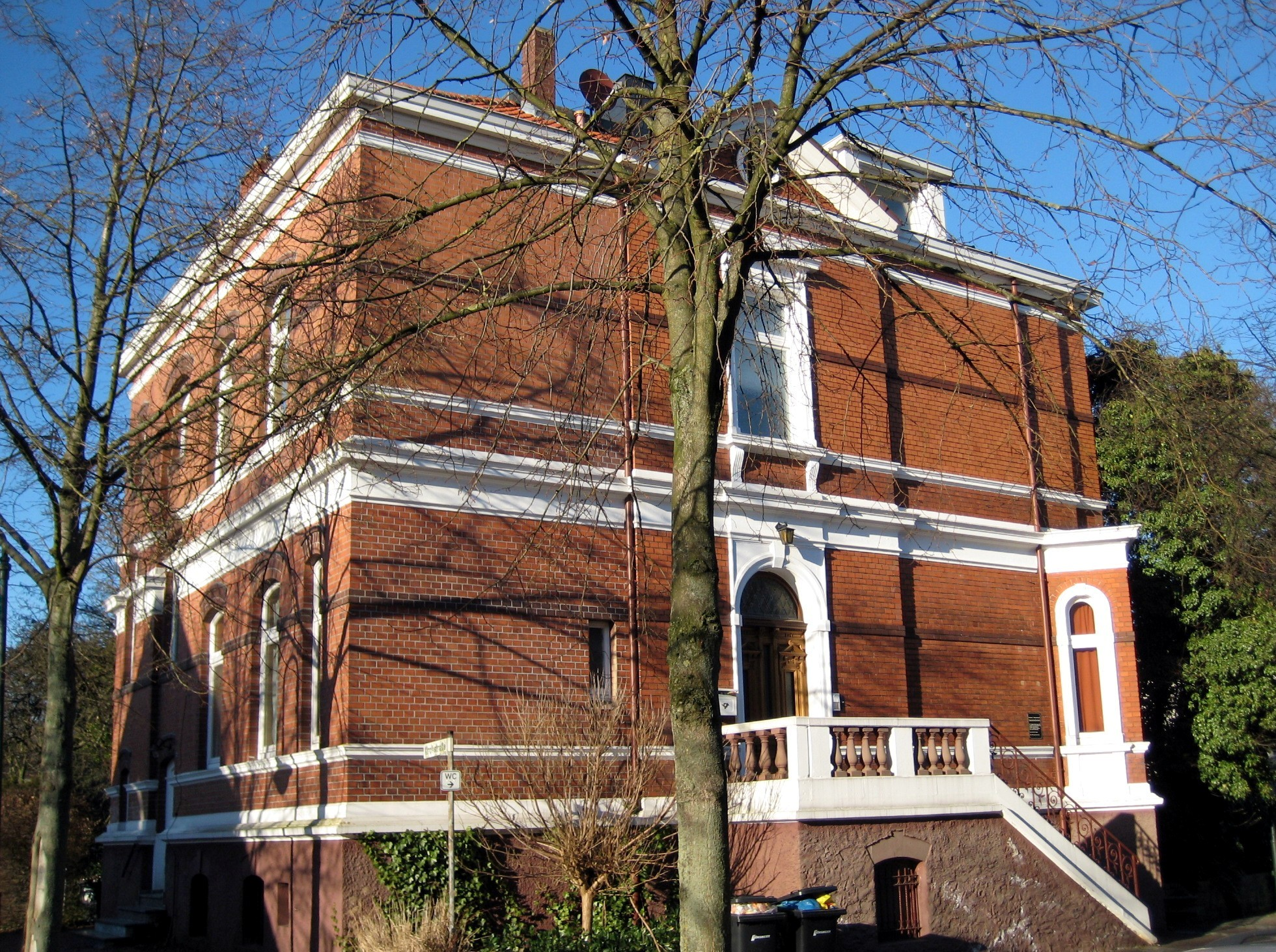
エンガー子供音楽学校

### 教育
- エンガー市立実科学校: 市議会は1994年8月30日に実科学校の設置を決議した。約 1年後に推進協会が結成された。
- ロルフ＝ディックゼン＝シューレ（本課程学校）: この本課程学校と前述の実科学校はリング通りの共同の建築コンプレックスを形成している。
- ヴィドゥキント＝ギムナジウム・エンガー: ティーフェンブルーフ通りのこのギムナジウムは約1200名の生徒を擁している。
- 基礎課程学校 4校: ベルケ＝シュタインベック（フンボルト通り）、エンガー＝ミッテ（ポスト通り）、オルディングハウゼン / ペディングハウゼン（シュール通り）、ヴェスターエンガー（ホルンダーヴェーク）
- ハイデシューレ: ヴェスターエンガー市区のホルンダーヴェークにある学習障害者のための特殊学校
- 目的連合エンガー / シュペンゲ音楽学校: レームクーレンヴェークにある。
- 市民大学: バーンホーフ通りにあるヘルフォルト郡の市民大学は、市立図書館の建物内にエンガー支部を有している。それ以前ここにはプロギムナジウムがあった。
- エンガー子供音楽学校（1980年から）は、キルヒ通りの旧税務署（1928年 – 1962年）内にある。

### 公共施設

#### ガルテンハレンバート・エンガー
ガルテンハレンバート・エンガー（屋内プール）は1970年代に建設され、改修後、2006年6月29日にリニューアル・オープンした。ここには、1 m と 3 m の飛び込み台を持つ 25 × 10 m のプールがある。その屋外には、ウォータースライダー付きの屋外プール、幼児用プール、日光浴用の芝生広場がある。

#### 体育館
ヴィドゥキント＝ギムナジウム大体育館: 20 × 45 m、ヴィドゥキント＝ギムナジウム症体育館: 15 × 30 m

#### 福音病院
エンガー福音病院は、1873年1月19日にハーゲン通りに開院した。1954年までは、外来中心のホームドクター的な総合医療活動を行っていたが、その後、病床数約40床に拡張された。また、内科と外科の専門診療科が設けられた。1960年代末から1970年代の初めにかけて、老人福祉施設、看護師宿舎、病院看護学校、新しい手術室などが増設された。経済状況の変化により閉鎖の危機にさらされたが、1991年から老人医療専門病院に転換し存続した。1993年からはビュンデのルカ兄弟団病院の娘病院として老人病治療専門病院となっている。

#### その他の公共施設
- バーンホーフ通りの市立図書館
- 青少年文化センター・クラインバーンホーフ・エンガー
- エンガー市の自衛消防団は5つの消防署を有している[47]。ヴェスターエンガー（1889年5月16日設置）、エンガー（1875年11月20日設置）、ドライエン（1906年9月26日に旅館「ヘルマン・パウスト」内に設置）、ベーゼンカンプ（1876年設置）、ペディングハウゼン（1912年頃設置）である。

## 人物

### 出身者
- マティルデ・フォン・リンゲルハイム（895年 - 968年）聖女。東フランク王ハインリヒ1世の妃
- ベルンハルト・ロイド（1960年 - ）本名 ベルント・ゲスリング。シンセポップ・バンド アルファヴィルの創設メンバー

### ゆかりの人物
- ヴィドゥキント（730年頃 - 807年）ザクセン公。エンガーと関係する伝説がある。
- カール＝ハインツ・ヴィーゼマン（1960年 - ）シュパイアー司教。エンガーで育ち、アビトゥーアを取得した。

## 引用
1. ↑  Bevölkerung der Gemeinden Nordrhein-Westfalens am 31. Dezember 2023 – Fortschreibung des Bevölkerungsstandes auf Basis des Zensus vom 9. Mai 2011
2. ↑  Max Mangold, ed (2005). Duden, Aussprachewörterbuch (6 ed.). Dudenverl. p. 306. ISBN 978-3-411-04066-7
3. ↑  Namenszusätze stiften Identität / Kommunalminister Jäger genehmigt die ersten Zusatzbezeichnungen bei Städten und Gemeinden（2013年12月24日 閲覧）
4. ↑  Bolldammbach, Bereich Bahnhofstr.: Verbesserung der Ufersicherung（2013年12月24日 閲覧）
5. ↑  Naturschutzgebiet "Enger Bruch", Bezirksregierung Detmold（2013年12月27日 閲覧）
6. ↑  Erdwärme nutzen: Geothermiestudie liefert Planungsgrundlage (PDF)（2013年12月27日 閲覧）
7. 1 2  Kommunalprofil Enger, Stadt, Information und Technik Nordrhein-Westfalen. Geschäftsbereich Statistik (PDF)（2013年12月27日）
8. 1 2  Hauptsatzung der Stadt Enger, 2004年11月9日付け (PDF)（2013年12月27日 閲覧）
9. 1 2  Zahlen, Daten, Fakten, Stadt Enger（2013年12月27日 閲覧）
10. ↑  気温
11. ↑  降水量
12. ↑  日照時間
13. 1 2 3  Stiftskirche, Stadt Enger（2013年12月27日 閲覧）
14. ↑  Gustav Engel: Dorf, Stadt und Amt Enger; Enger 1981; pp. 27 -.
15. ↑  Stiftskirche Enger, Broschüre der Ev. Luth. Kirchengemeinde Enger, p. 27 (Baugeschichte)
16. ↑  Die Herforder Kleinbahnen - vergangene Zeiten...（2013年12月27日 閲覧）
17. ↑  Erinnerungen an die Bielefelder Kreisbahnen（2013年12月27日 閲覧）
18. 1 2  Widukind-Museum Enger, Museumsinitiative OWL（2014年1月4日 閲覧）
19. ↑  Martin Bünermann (1970), Die Gemeinden des ersten Neugliederungsprogramms in Nordrhein-Westfalen (ドイツ語), Köln: Deutscher Gemeindeverlag, p. 74
20. ↑  Wilhelm Weitz: Vom sächsischen Volksführer Widukind und der Kultstätte Enger. Eine kurzgefaßte, für alle deutschen Volksgenossen verständliche Einführung in die kämpferische Vergangenheit des Widukindlandes. Herausgegeben von der Stadt Enger in Westfalen, Enger, Bielefeld 1938
21. 1 2  Die Gemeinden und Kreise nach der kommunalen Gebietsreform in Nordrhein-Westfalen (ドイツ語), Köln: Deutscher Gemeindeverlag, 1975, p. 102, ISBN 3-555-30092-X。
22. ↑  Schüler an allgemein bildenden Schulen in NRW nach der Religionszugehörigkeit (PDF), p.5（2014年1月4日 閲覧）
23. ↑  Kommunalwahlen - Kommunalwahlen am 30.08.2009 - Wahl der Räte der kreisangehörigen Gemeinden - Enger, Stadt, Die Landeswahlleiterin des Landes Nordrhein-Westfalen]（2014年1月4日 閲覧）
24. ↑  Bürgermeister Direktwahl am 12.09. und 26.09.99 in Enger, Widukindstadt Enger（2014年1月4日 閲覧）
25. ↑  Kommunalwahlen - Kommunalwahlen 2004 - Wahl der Bürgermeister(innen) der kreisangehörigen Gemeinden - Enger, Stadt, Die Landeswahlleiterin des Landes Nordrhein-Westfalen]（2014年1月4日 閲覧）
26. ↑  Kommunalwahlen - Kommunalwahlen am 30.08.2009 - Wahl der Bürgermeister(innen) der kreisangehörigen Gemeinden - Enger, Stadt, Die Landeswahlleiterin des Landes Nordrhein-Westfalen]（2014年1月4日 閲覧）
27. ↑  Heraldry of the World: Enger（2014年1月4日 閲覧）
28. ↑  Lichtennsteinplatz, Stadt Emger（2014年1月4日 閲覧）
29. ↑  Widukind Museum Enger（2014年1月5日 閲覧）
30. ↑  Gerberei Museum Enger（2014年1月5日 閲覧）
31. ↑  Gerberei-Museum（2014年1月5日 閲覧）
32. ↑  Gerbereimuseum Enger, Museumsinitiative OWL（2014年1月5日 閲覧）
33. ↑  Kleinbahnmuseum Enger e.V., Museumsinitiative OWL（2014年1月7日 閲覧）
34. ↑  Neues FORUM Enger e.V.（2014年1月7日 閲覧）
35. ↑  Ferienregion Wittekindsland（2014年1月7日 閲覧）
36. ↑  Naturschutzgebiet Asbeke-/Kinzbachtal, Naturschutzgebiete im Kreis Herford（2014年1月8日 閲覧）
37. ↑  Naturschutzgebiet Enger Bruch, Naturschutzgebiete im Kreis Herford（2014年1月8日 閲覧）
38. ↑  TV Concordia von 1964 Enger e.V.（2014年1月9日 閲覧）
39. ↑  SV Enger Westerenger（2014年1月9日 閲覧）
40. ↑  TuS Grün Weiß Pödinghausen e.V.（2014年1月9日 閲覧）
41. ↑  TSV RW Dreyen 1913 e.V.（2014年1月9日 閲覧）
42. ↑  TTC Enger（2014年1月9日 閲覧）
43. ↑  SG Enger-Spenge（2014年1月9日 閲覧）
44. ↑  Schachclub Wittekinds Knappen e.V.（2014年1月9日 閲覧）
45. ↑  Zeitung WESTFALEN-BLATT（2014年1月9日 閲覧）
46. ↑  Selbstbestimmtes Leben Fördern, Lukas Krankenhaus Bünde（2014年1月9日 閲覧）
47. ↑  Freiwillige Feuerwehr der Stadt Enger（2014年1月9日 閲覧）